# Ломбардский институт наук и литературы
Ломбардский институт наук и литературы (итал. Istituto Lombardo Accademia di Scienze e Lettere) — итальянское научное общество. Находится во дворце Брера в Милане.

## История
Институт был основан в 1797 году Наполеоном. Изначально размещался в Болонье, Цизальпинская республика, и назывался Национальный институт Цизальпинской республики (итал. Istituto Nazionale della Repubblica Cisalpina).
В 1810 году он переехал в Милан, столицу наполеоновского Королевства Италия, и сменил название на Королевский институт наук, литературы и искусств (итал. Reale Istituto di Scienze, Lettere ed Arti). При этом были основаны четыре отделения — в Венеции, Болонье, Падуе и Вероне.
В 1815 году оказался на территории Ломбардо-Венецианское королевство, контролируемого Австрийской империей,  был переименован в Ломбардо-Венецианский институт (итал. Istituto Lombardo-Veneto) и стал располагаться в двух городах, Милане и Венеции. В 1838 году венецианский филиал отделился от института.

## Библиотека
Институт владеет библиотекой, в которой по состоянию на 1998 год хранится 400 тысяч томов, 19 рукописей, 9 инкунабул, 660 книг XVI века, 3 тысячи журналов.